# Cornelia Kemp
Cornelia Kemp (* 26. März 1952 in München) ist eine deutsche Kunsthistorikerin, Autorin und ehemalige Leiterin der Abteilung Foto und Film im Deutschen Museum.

## Herkunft und Ausbildung
Cornelia Kemp wuchs in München auf, wo sie das St.-Anna-Gymnasium besuchte und 1971 das Abitur ablegte. Ab 1971 studierte sie an den Universitäten in Mainz, Tübingen und München Kunstgeschichte, Geschichte und empirische Kulturwissenschaft.  1978 promovierte sie an der Ludwig-Maximilians-Universität München bei Karl-August Wirth über „Angewandte Emblematik in süddeutschen Barockkirchen“. Emblematik ist eine Forschungsrichtung, die sich mit der Herkunft und Bedeutung von Emblemata befasst, der sinnbildlichen Darstellung religiöser und mythologischer Inhalte.

## Beruflicher Werdegang
Von 1979 bis 1981 arbeitete Kemp als wissenschaftliche Angestellte am Reallexikon zur Deutschen Kunstgeschichte in München. Daran schloss sich eine mehrjährige Arbeit an dem von Wolfgang Harms, München, herausgegebenen „Corpus der deutschen illustrierten Flugblätter des 16. und 17. Jahrhunderts“ an.
Erste Kontakte zum Deutschen Museum ergaben sich 1985, als Kemp anlässlich der Umgestaltung der Autohalle eine illustrierte Zeittafel zur Kulturgeschichte des Automobils realisierte. 1987 schlossen sich Konzeption und Realisation der Sonderausstellung „Wenn der Groschen fällt ... Münzautomaten – gestern und heute“ im Deutschen Museum an. Im Rahmen der Ausstellung „Glanz und Ende der alten Klöster“, die das Haus der Bayerischen Geschichte 1989 zur Geschichte der Klostersäkularisation realisierte, bearbeitete Kemp das Schicksal der Kunstobjekte aus den aufgelösten Klöstern. Von 1990 bis 2017 leitete Kemp als wissenschaftliche Angestellte die Abteilung „Foto und Film“ im Deutschen Museum.

## Forschung
Die Schwerpunkte von Kemps Forschungstätigkeit waren und sind neben der Emblematik die Geschichte der Fototechnik und Fotografie, Franz von Kobell und Carl August von Steinheil und die Anfänge der Fotografie in München, frühe Farbfotografie, Technik in der Emblematik, Raritäten aus den Sammlungen des Deutschen Museums. In ihrer Zeit als Kuratorin des Deutschen Museums hat sich Kemp darum bemüht, ihre kunst- und kulturgeschichtliche Fachorientierung mit der Technikgeschichte zu verbinden. Ihr besonderes Interesse gilt den Techniken der experimentellen Fotografie, der frühen Farbfotografie und der Geschichte der verschiedenen fotografischen Verfahren, zu denen sie auch wiederholt publiziert hat. Zuletzt widmete sich Kemp in mehrjähriger Arbeit den Anfängen der deutschen Fotografie und konnte dabei nachweisen, dass die ältesten deutschen Fotografien in den Sammlungen des Deutschen Museums in München bereits 1837 entstanden sind. Im Zuge dieser Arbeiten kamen Lichtbilder von 1837 zum Vorschein, die zwei Jahre älter sind als die ältesten bis dahin bekannten Fotos. Insgesamt gibt es 14 dieser kleinen Lichtbilder, sechs sind datiert, vier davon auf das Jahr 1837. Die Frauenkirche ist siebenmal abgebildet. Sie stammen von dem  Schriftsteller und Mineralogen Franz von Kobell, der für seine Aufnahmen Papier in einer Kochsalz- und Silberlösung lichtempfindlich machte und in der Kamera stundenlang belichtete. Kemp veröffentlichte diese Entdeckung und ihre Bedeutung für die Geschichte der Fotografie in ihrem Buch „Licht – Bild – Experiment“. Der Spiegel titelte „Deutschlands ältestes Foto ist wohl noch älter als gedacht“.

## Ausstellungen
Seit 1987 hat Kemp am Deutschen Museum verschiedene Sonderausstellungen zur Fotografie realisiert, beginnend 1994 mit dem Thema „Audiblicke. Junge Industriefotografie“ – zusammen mit der Fachakademie für Fotodesign, München. Es folgte 1995 die Ausstellung „Oskar Messter – Filmpionier der Kaiserzeit“ (1995), zusammen mit Martin Loiperdinger. Weitere Ausstellungen, kuratiert von Kemp im Deutschen Museum (Auswahl):
- 1996 „Digitale Welten. Technik und Wissenschaft spielend leicht gemacht?“ – Deutsches Museum, zusammen mit der Stiftung Lernen
- 1999 „Unter die Haut. Eine Reise durch den menschlichen Körper“, zusammen mit Roland Opschondek und dem Universitätsklinikum Großhadern
- 2002 „Das zweite Gesicht. Metamorphosen des fotografischen Porträts“, zusammen mit Susanne Witzgall[7]
- 2008 „Wunderkammer Museum. Fotogramme von Floris Neusüss und Renate Heyne“, Kabinett-Ausstellung
- 2008 „Techscapes. Fotografien von Jürgen Scriba“, Kabinett-Ausstellung
- 2009 „Bilder vom Mond“, Kabinett-Ausstellung
- 2012 „Reise in den Mikrokosmos, Fotografien von Manfred P. Kage“
- 2013 „The Creation of Beauty. Frank Eugene und die Technik der Kunstfotografie“
- 2021 „Foto und Film“, ursprünglich von 2007, neu nach der Renovierung im Jahr 2021[8]

## Publikationen

### Monographien
- Angewandte Emblematik in süddeutschen Barockkirchen (Kunstwissenschaftliche Studien Bd. 53), Deutscher Kunstverlag, Berlin 1981, ISBN 978-3-422-00725-3
- Unter die Haut. Eine Reise durch den menschlichen Körper. Katalog zur Ausstellung des Deutschen Museums, in Zusammenarbeit mit dem Klinikum Großhadern, München 1999.
- Unikat, Index, Quelle; Erkundungen zum Negativ in Fotografie und Film, Wallstein Verlag, 2015, ISBN 978-3-8353-1515-0
- Foto und Film. Die Technik der Bilder. München: Deutsches Museum 2017, ISBN 3-940396-57-5
- Licht – Bild – Experiment: Franz von Kobell, Carl August Steinheil und die Erfindung der Fotografie in München, Wallstein Verlag, München 2024, ISBN 978-3-8353-5557-6

### Beiträge (Auszug)

#### Emblematik
- Die Embleme des Klosters Wessobrunn und ihre Vorlage, in: Das Münster 28 (1975) 309–319.
- Das Herzkabinett der Kurfürstin Henriette Adelaide in der Münchner Residenz, in: Münchner Jahrbuch der bildenden Kunst 33 (1982) 131-154.
- Helmut Bosch, Die Nürnberger Hausmaler. Emailfarbendekor auf Gläsern und Fayencen der Barockzeit. In Zusammenarbeit mit Cornelia Kemp, Irene Stahl und Rudolf Himpsl, München (Klinkhardt & Biermann) 1984 (sämtliche Katalogtexte und Vorspann zu den Werkkomplexen).
- Vita Corneliana. Das emblematische Stammbuch von Theodor des Bry bis Peter Rollos, in: The Emblem in Renaissance  and Baroque Europe. Tradition and Variety. Selected Papers of the Glasgow International Emblem Conference 13–17 August, 1990, hg. v. Alison Adams und Anthony J. Harper, Leiden / New York 1992, S. 53–69 (Symbola et Emblemata, III).
- Johann Theodor de Bry, Emblemata secularia, Heidelberg 1611 (Olms, Emblematisches Cabinet)  – Reprint mit einem Nachwort, Hildesheim, Zürich, New York 1994.
- Lumine carens. Zur Sonnenfinsternis in der Emblematik anläßlich der totalen Sonnenfinsternis in München am 11. August 1999, in: Wolfgang Harms, Dietmar Peil (Hg.), Polyvalenz und Multifunktionalität der Emblematik. Akten des 5. Internationalen Kongresses der Society for Emblem Studies, Teil I, Frankfurt a. M. u. a. 2002, S. 303–318.
- Von der Retorte in die Pfanne. Das Ei in der Alchemie und Emblematik, in: Reinhard Jakob (Hg.):Überraschung: Ei. Vom Schöpfungsmythos zum Kunstobjekt. Ausstellungskatalog des Bauernhofmuseums Jexhof, Fürstenfeldbruck 2009, S. 98–105.

#### Flugblatt
- Erbauung und Belehrung im geistlichen Flugblatt, in: Literatur und Volk im 17. Jahrhundert. Probleme populärer Kultur in Deutschland, hg. von Wolfgang Brückner, Peter Blickle und Dieter Breuer (Wolfenbütteler Arbeiten zur Barockforschung), Wiesbaden 1985, II, 627–648.
- Deutsche illustrierte Flugblätter des 16. und 17. Jahrhunderts, Bd. IV: Die Sammlungen der Hessischen Landes- und Hochschulbibliothek in Darmstadt, hg. von Wolfgang Harms und Cornelia Kemp, Tübingen: Max Niemeyer, 1987.

#### Fotografie
- Deutschtum auf der flimmernden Leinewand. Oskar Messter, Filmpionier der Kaiserzeit, in: Kultur und Technik 2 (1995), 19–23.
- Im Dienste des Lichtes. Hermann Krones theoretische Beschäftigung mit der Natur des Lichts, in: Photographie und Apparatur. Der Photopionier Hermann Krone. Bildkultur und Phototechnik im 19. Jahrhundert, hg. von Wolfgang Hesse u. Timm Starl, Marburg 1998, S. 159–166. (wieder abgedruckt in: Fotogeschichte. Beiträge zur Geschichte und Ästhetik der Fotografie, Jg. 18 (1998), H. 68/69, S. 159–166.)
- Das zweite Gesicht. Metamorphosen des fotografischen Porträts, hg. v. Cornelia Kemp u. Susanne Witzgall, Katalog zur gleichnamigen Ausstellung des Deutschen Museums, 2002, Prestel Verlag, ISBN 3-7913-2648-1
- Das Autochromverfahren der Gebrüder Lumière. Die Anfänge der Farbfotografie und der Anspruch auf Naturtreue, in: Ulf Hashagen, Oskar Blumtritt, Helmut Trischler (Hg.), Circa 1903. Artefakte in der Gründungszeit des Deutschen Museums, München 2003, S. 252–278.
- The chronophotographer Ernst Kohlrausch and the physics of gymnastics, in: Bernard Finn (Hg.), Presenting pictures, London 2004, S. 43–69.
- Kamerabildnisse in natürlichen Farben. Theo Schafgans und die Jos-Pe-Farbfotografie, in: Frank Günter Zehnder (Hg.), Schafgans. 150 Jahre Fotografie, Köln 2004, S. 72–83.
- Die Physiognomie des Mondes. Bilder vom Erdtrabanten, in: Kultur und Technik 4/2009, S. 44–49.[9]
- Das hundertjährige Jubiläum der Fotografie und das Deutsche Museum. Ein Balanceakt zwischen wissenschaftlichem Anspruch und NS-Propaganda?, in: Elisabeth Vaupel, Stefan L. Wolff (Hg.): Das Deutsche Museum in der Zeit des Nationalsozialismus. Eine Bestandsaufnahme. Göttingen: Wallstein 2010, S. 412–448.
- Unikat, Index, Quelle. Erkundungen zum Negativ in Fotografie und Film. Göttingen: Wallstein 2015 (Deutsches Museum. Abhandlungen und Berichte, N. F. Bd. 30).[10]
- Eine ungewisse Kunst. Leipziger Fotografien von Frank Eugene am Vorabend des Ersten Weltkrieges, in: Neues Archiv für sächsische Geschichte 85 (2015), S. 187–215.[11]
- Wir mit Kaffee, Kuchen, Marmeladebroten hin. Tagebuch und Fotoalbum von Ferna von Wieser über den Krieg und die Befreiung Münchens, in: Oberbayerisches Archiv 143 (2019), S. 131–159.

#### Münzautomat
- Wenn der Groschen fällt ... Münzautomaten – gestern und heute, hg. von Cornelia Kemp und Ulrike Gierlinger, München 1988.
- Für ein paar Groschen geistige und leibliche Vergnügungen. Zur Geschichte der Münzautomaten, in: 8 Stunden sind kein Tag. Freizeit und Vergnügen in Dortmund 1870-1939, hg. von Gisela Framke, Heidelberg 1992, S. 57–67.